# Bedřich Ščerban
Bedřich Ščerban (Jihlava, 31 maggio 1964) è un ex hockeista su ghiaccio ceco, fino al 1992 cecoslovacco.

## Palmarès

### Olimpiadi invernali
- 1 medaglia:
  - 1 bronzo (Albertville 1992[1])